# Tác động nhóm

Cho một tam giác đều, phép quay ngược chiều kim đồng hồ một góc 120° quanh tâm của tam giác sẽ ánh xạ mọi đỉnh của tam giác với một đỉnh khác. Nhóm cyclic C_{3} bao gồm các phép quay 0°, 120° và 240° tác động lên tập hợp ba đỉnh.

Trong toán học, một tác động nhóm trên một không gian là phép đồng cấu nhóm của một nhóm thành nhóm các phép biến đổi của không gian. Tương tự, một tác động nhóm trên một cấu trúc toán học là một phép đồng cấu nhóm của một nhóm vào nhóm tự đồng cấu của cấu trúc. Người ta nói rằng nhóm đó tác động lên không gian hoặc cấu trúc. Nếu một nhóm tác động lên một cấu trúc nào đó, nó thường cũng sẽ tác động lên các đối tượng được xây dựng từ cấu trúc đó. Lấy ví dụ như, nhóm các đối xứng của một khối đa diện tác động lên các đỉnh, các cạnh và các mặt của khối đa diện đó.
Tác động nhóm trên không gian vectơ (hữu hạn chiều) được gọi là biểu diễn nhóm. Nó cho phép người ta xác định nhiều nhóm là các nhóm con của GL(n, K), nhóm các ma trận khả nghịch bậc n trên trường K.

## Định nghĩa

### Tác động trái
Nếu G là một nhóm với phần tử đơn vị e và X là một tập hợp, thì một tác động trái của nhóm α của G trên X là một hàm
{\displaystyle \alpha \colon G\times X\to X,}
(với α(g, x) thường được rút ngắn thành gx hoặc g ⋅ x khi tác động đang được xem xét đã được biết trước)
thỏa mãn hai tiên đề sau: 
| Tính đơn vị:      | {\displaystyle e\cdot x=x}                    |
| Tính tương thích: | {\displaystyle g\cdot (h\cdot x)=(gh)\cdot x} |
với mọi g và h thuộc G và mọi x thuộc X
Nhóm G được gọi là tác động lên tập X (từ trái qua). Tập hợp X cùng với một tác động của G được gọi là tập G (bên trái).
Từ hai tiên đề này, dễ nhận thấy rằng cho bất kỳ g cố định trong G, hàm từ X vào chính nó ánh xạ x tới g ⋅ x là một song ánh, với ánh xạ ngược tương ứng cho g−1 .Do đó, người ta có thể định nghĩa một cách tương đương một tác động nhóm của G trên X như một phép đồng cấu nhóm từ G sang nhóm đối xứng Sym(X) của tất cả các song ánh từ X với chính nó. 

### Tác động phải
Tương tự như vậy, tác động phải của nhóm G tác động lên tập X là một hàm
{\displaystyle \alpha \colon X\times G\to X,}
thỏa mãn hai tiên đề sau: 
| Tính đơn vị:      | {\displaystyle x\cdot e=x}                          |
| Tính tương thích: | {\displaystyle (x\cdot g)\cdot h=x\cdot (g\cdot h)} |
với mọi g và h thuộc G và mọi x thuộc X.
Khác biệt giữa tác động trái và phải là thứ tự phép toán của tích gh tác động x. Đối với tác động trái, h tác động trước rồi mới đến g.  Còn với tác động phải, g tác động trước rồi đến h. Bởi công thức (gh)−1 = h−1g−1, tác động trái xây được từ tác động phải bằng cách nhân với phần tử nghịch đảo trong nhóm. Ngoài ra, tác động phải của nhóm G trên X có thể được coi là tác động trái của nhóm đối Gop trên X.
Do vậy, khi xét các tính chất của tác động nhóm, ta chỉ cần xét mỗi tác động trái. Tuy nhiên, cũng có trường hợp điều này không khả thi. Lấy ví dụ, phép nhân của nhóm sinh cả tác động trái và tác động phải trên chính nhóm đó.

## Một số tính chất đặc biệt
Gọi {\displaystyle G} là nhóm tác động lên tập {\displaystyle X}. Tác động nhóm được gọi là chung thuỷ hay trung thành nếu {\displaystyle g\cdot x=x} với mọi {\displaystyle x\in X} thì {\displaystyle g=e_{G}}. Hoặc tương đương là, cấu xạ từ {\displaystyle G} đến nhóm các song ánh của {\displaystyle X} tương ứng với tác động nhóm là đơn ánh.
Tác động được gọi là tự do (hoặc nửa chính quy hoặc không điểm cố định) nếu ta chỉ cần lấy một vài phần tử {\displaystyle x\in X} sao cho {\displaystyle g\cdot x=x} để suy ra {\displaystyle g=e_{G}}.Nói cách khác, không có phần tử không tầm thường nào của {\displaystyle G} cố định một điểm thuộc {\displaystyle X}. Tính chất này mạnh hơn tính trung thành của tác động nhóm.
Lấy ví dụ ,tác động của mọi nhóm lên chính nó theo phép nhân trái là tác động tự do. Từ quan sát này sẽ suy ra định lý Cayley rằng bất cứ nhóm nào đều  có thể nhúng trong một nhóm đối xứng (nhóm đối xứng vô hạn khi nhóm đó vô hạn). Nhóm hữu hạn có thể tác động trung thành lên tập có kích thước nhỏ hơn lực lượng của nó (tuy nhiên tác động đó sẽ không tự do). Ví dụ cụ thể như 2-nhóm abel {\displaystyle (\mathbb {Z} /2\mathbb {Z} )^{n}} (có lực lượng {\displaystyle 2^{n}}) tác động trung thành lên tập có kích thước {\displaystyle 2n}. Điều này cũng luôn không đúng, ví dụ nhóm cyclic {\displaystyle \mathbb {Z} /2^{n}\mathbb {Z} } không thể tác động trung thành lên tập có kích thước nhỏ hơn {\displaystyle 2^{n}}.
Nhìn chung thì tập nhỏ nhất có thể định nghĩa tác động trung thành lên đó phụ thuộc vào nhóm tác động, kể cả khi các nhóm đó cùng kích thước. Lấy ví dụ, ba nhóm có kích thước 120 là nhóm đối xứng {\displaystyle S_{5}}, nhóm hai mươi mặt {\displaystyle A_{5}\times \mathbb {Z} /2\mathbb {Z} } và nhóm cyclic {\displaystyle \mathbb {Z} /120\mathbb {Z} }. Tập nhỏ nhất có thể định nghĩa tác động trung thành lên có kích thước là 5, 12, và 16 tương ứng.

### Tính chất bắc cầu
Tác động của nhóm {\displaystyle G} lên {\displaystyle X} được gọi là bắc cầu nếu cho hai điểm {\displaystyle x,y\in X}, tồn tại {\displaystyle g\in G} sao cho {\displaystyle g\cdot x=y}. 
Tác động của nhóm được gọi là bắc cầu đơn (hoặc hay gọi là chính quy) nếu nó vừa có tính bắc cầu vừa tự do. Nghĩa là cho {\displaystyle x,y\in X}, thì phần tử {\displaystyle g} trong định nghĩa bắc cầu là duy nhất. Nếu {\displaystyle X} bị tác động bắc cầu đơn bởi nhóm {\displaystyle G} thì nó được gọi là không gian thuần nhất chính cho {\displaystyle G} hoặc là {\displaystyle G}-xoắn tử. 
Cho số nguyên {\displaystyle n\geq 1}, tác động được gọi là n-bắc cầu nếu {\displaystyle X} có ít nhất {\displaystyle n} phần tử, và cho bất kỳ cặp bộ {\displaystyle n} phần tử {\displaystyle (x_{1},\ldots ,x_{n}),(y_{1},\ldots ,y_{n})\in X^{n}} phân biệt từng cặp chỉ số (tức là {\displaystyle x_{i}\not =x_{j}}, {\displaystyle y_{i}\not =y_{j}} khi {\displaystyle i\not =j}) , tồn tại {\displaystyle g\in G} sao cho {\displaystyle g\cdot x_{i}=y_{i}} với {\displaystyle i=1,\ldots ,n}. Nói cách khác tác động trên tập con của {\displaystyle X^{n}} chứa các bộ mà không phần tử nào bị lặp lại có tính bắc cầu. Lớp các nhóm 2-bắc cầu (tức là, các nhóm con của nhóm đối xứng hữu hạn có tác động 2-bắc cầu) và tổng quát hơn là các nhóm bắc cầu nhân được nghiên cứu kỹ lưỡng trong lý thuyết nhóm hữu hạn.

#### Các ví dụ
Tác động của nhóm đối xứng của {\displaystyle X} có tính bắc cầu, thậm chí {\displaystyle n}-bắc cầu cho bất kỳ {\displaystyle n} lên tới lực lượng của {\displaystyle X}. Nếu {\displaystyle X} có lực lượng {\displaystyle n,} tác động của nhóm thay phiên lên nó sẽ có tính {\displaystyle (n-2)}-bắc cầu nhưng không {\displaystyle (n-1)}-bắc cầu. 
Tác động của nhóm tuyến tính tổng quát của không gian vectơ {\displaystyle V} trên tập {\displaystyle V\setminus \{0\}} của các vectơ khác không có tính bắc cầu, nhưng không 2-bắc cầu (tương tự với tác động của nhóm tuyến tính đặc biệt nếu chiều của {\displaystyle v} ít nhất 2). Tác động của nhóm trực giao của không gian Euclid không có tính bắc cầu khi tác động lên các vecto khác không, nhưng có tính bắc cầu khi tác động lên mặt cầu đơn vị.

### Tác động nguyên thuỷ
Tác động của {\displaystyle G} lên {\displaystyle X} được gọi là nguyên thuỷ nếu không có phân hoạch nào của {\displaystyle X} được bảo toàn bởi toàn bộ các phần tử của {\displaystyle G} ngoại trừ phân hoạch tầm thường (phân hoạch thành một phần tử và đối ngẫu của phần tử đó và phân hoạch về duy nhất các tập có duy nhất một phần tử).